# 高偏振星
高偏振星（Polar）或武仙座AM型變星（AM Herculis Star）是有強磁場的雙星系統形成的激變變星。 
大部分的激變變星，都有一顆被白矮星的引力剝離外殼的主序星做為伴星，並因而形成吸積盤。在偏極化的系統中，白矮星的磁場對吸積盤的形成是太強了，因此落向白矮星的氣體只能跟隨著白矮星的偶極子磁場線形成吸積流。
典型的磁場強度在1,000萬至8,000萬高斯（1,000至8,000T）。大熊座AN是已知磁場最強的激變變星，磁場強度高達2億3,000萬高斯（23KT）。
高偏振的名稱來自於磁場造成光線的線性偏極和圓偏極。極化現象對偏極的研究是很重要的，可以透過對極化的研究了解雙星的幾何結構。